# Eternia papaveroi
Eternia papaveroi är en tvåvingeart som beskrevs av Martins-neto, de Moraes Vieira, Kucera-santos och De Campos Fragoso 1992. Eternia papaveroi ingår i släktet Eternia och familjen puckeldansflugor. Inga underarter finns listade i Catalogue of Life.